# Limeira do Oeste
Limeira do Oeste este un oraș în Minas Gerais (MG), Brazilia.